# Maruèjols de Gardon
Maruèjols de Gardon (en francès Maruéjols-lès-Gardon) és un municipi francès situat al departament del Gard i a la regió d'Occitània.